# USS Spruance (DDG-111)
El USS Spruance (DDG-111) es un destructor de la clase Arleigh Burke en servicio con la Armada de los Estados Unidos. Fue puesto en gradas en 2009, botado en 2010 y asignado en 2011.

## Construcción
Construido por Bath Iron Works, fue puesto en gradas el 14 de mayo de 2009, botado el 5 de junio de 2010 y asignado el 1 de octubre de 2011. Fue bautizado en honor al almirante Raymond A. Spruance, comandante durante la Segunda Guerra Mundial. Es la segunda nave en llevar este nombre; el primero fue el USS Spruance (DD-963).

## Historial de servicio

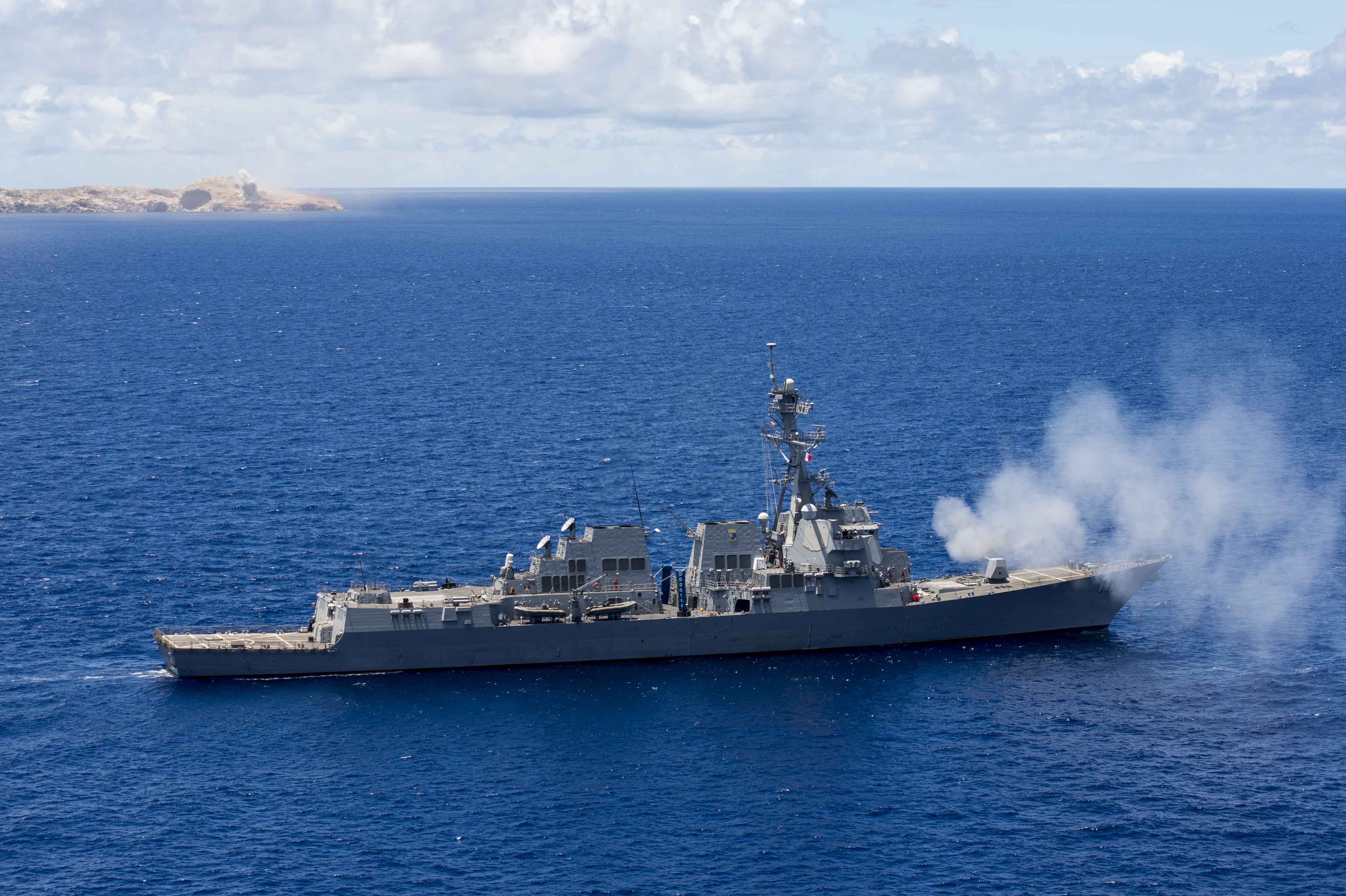
El USS Spruance (DDG-111) disparando en ejercicios militares, año 2016.

Su actual apostadero es la base naval de San Diego, California.